# حي السلام (الدار البيضاء)
حي السلام أو C.I.L  هو حي سكني بالدارالبيضاء. تم بناء الحي في عهد الحماية الفرنسية من طرف المجموعة العقارية المركز العقاري لون شون أو "Centre Immobilier longchamp" ومنه الاسم  C.I.L والآن اسمه حي السلام لكن غالبية البيضاويين يعرفونه باسمه القديم.